# Norman Taurog
Norman Taurog (Chicago, Estados Unidos, 23 de febrero de 1899 - Rancho Mirage, California, Estados Unidos, 7 de abril de 1981) fue un director de cine estadounidense.

## Biografía
Norman Taurog participó por primera vez en 1912 en una película muda como actor. El tío de la estrella de cine Jackie Cooper se desempeñó como director a partir de 1920, trabajo al que dedicó en Hollywood 48 años, dirigiendo 128 películas. En 1931 fue galardonado con el Óscar por la película Skippy como mejor director y fue nominado en 1939 por Forja de hombres en la misma categoría. Se especializó en películas con niños en el papel principal, especialmente con su sobrino Jackie Cooper. 
También dirigió numerosas comedias musicales, no en vano, dirigió algunas de las mejores comedias de los años 1950 de Jerry Lewis y Dean Martin. En los años 1960 dirigió varias comedias con Elvis Presley como protagonista.
Norman Taurog se casó con Julie Leonard en 1925, pero se divorció en 1943. Se volvió a casar con Susan Ream, desde 1944 hasta su muerte. 
El director, que quedó ciego en los últimos años de su vida; murió en 1981 a la edad de 82 años. Una estrella en el Paseo de la Fama de Hollywood lleva su nombre.

## Filmografía
- 1920 - The Fly Cop
- 1931 - Skippy, con Jackie Cooper
- 1931 - Newly Rich, con Mitzi Green
- 1931 - Huckleberry Finn, con Jackie Cooper
- 1931 - Sooky, con Jackie Cooper y Robert Coogan
- 1932 - The Phantom President, con George M. Cohan, Claudette Colbert y Jimmy Durante
- 1933 - A Bedtime Story, con Maurice Chevalier
- 1934 - We're Not Dressing, con Bing Crosby, Carole Lombard y George Burns
- 1935 - The Big Broadcast of 1936, con Ethel Merman, Bing Crosby, Richard Tauber y Dorothy Dandridge, en su primera aparición.
- 1936 - Rhythm on the Range, con Bing Crosby y Frances Farmer
- 1938 - Mad About Music, con Deanna Durbin y Herbert Marshall
- 1938 - The Adventures of Tom Sawyer, con Tommy Kelly y Jackie Moran
- 1938 - Forja de hombres, con Spencer Tracy y Mickey Rooney
- 1940 - Broadway Melody of 1940, con Fred Astaire y Eleanor Powell
- 1940 - Little Nellie Kelly, con Judy Garland
- 1942 - A Yank at Eton, con Mickey Rooney
- 1943 - Presenting Lily Mars, con Judy Garland y Van Heflin
- 1943 - Girl Crazy
- 1944 - The Canterville Ghost - codirigido por Jules Dassin y protagonizado por Charles Laughton, Robert Young y Margaret O'Brien
- 1946 - The Hoodlum Saint
- 1948 - The Bride Goes Wild, con Van Johnson y June Allyson
- 1948 - Words and Music, con June Allyson, Perry Como, Judy Garland, Gene Kelly, Mickey Rooney, and Cyd Charisse
- 1950 - Please Believe Me, con Deborah Kerr, Robert Walker y Peter Lawford
- 1950 - The Toast of New Orleans, con Kathryn Grayson, Mario Lanza y David Niven
- 1952 - Room for One More, con Cary Grant
- 1952 - Locos del aire, con Jerry Lewis y Dean Martin
- 1953 - El cómico, con Jerry Lewis y Dean Martin
- 1953 - The Caddy, con Jerry Lewis, Dean Martin y Donna Reed
- 1954 - Living It Up, con Jerry Lewis, Dean Martin y Janet Leigh
- 1955 - Un fresco en apuros, con Jerry Lewis y Dean Martin
- 1956 - Pardners, con Jerry Lewis y Dean Martin
- 1956 - The Birds and the Bees, con George Gobel, Mitzi Gaynor y David Niven
- 1957 - The Fuzzy Pink Nightgown, con Jane Russell
- 1959 - Don't Give Up the Ship, con Jerry Lewis
- 1960 - G. I. Blues, con Elvis Presley y Juliet Prowse
- 1961 - All Hands on Deck, con Pat Boone
- 1961 - Blue Hawaii, con Elvis Presley, Joan Blackman y Angela Lansbury
- 1962 - Girls! Girls! Girls!, con Elvis Presley, Jeremy Slate y Stella Stevens
- 1963 - It Happened at the World's Fair, con Elvis Presley y Gary Lockwood
- 1965 - Tickle Me, con Elvis Presley y Jocelyn Lane
- 1965 - Sergeant Dead Head, con Frankie Avalon
- 1965 - Dr Goldfoot and the Bikini Machine, con Vincent Price
- 1966 - Spinout, con Elvis Presley y Shelley Fabares
- 1967 - Double Trouble, con Elvis Presley
- 1968 - Speedway, con Elvis Presley, Nancy Sinatra y Bill Bixby
- 1968 - Live a Little, Love a Little, con Elvis Presley, Michele Carey y Dick Sargent

## Premios y distinciones
Premios Óscar
| Año  | Categoría       | Película         | Resultado |
| ---- | --------------- | ---------------- | --------- |
| 1931 | Mejor dirección | Skippy           | Ganador   |
| 1939 | Mejor dirección | Forja de hombres | Nominado  |